# 芬兰航空

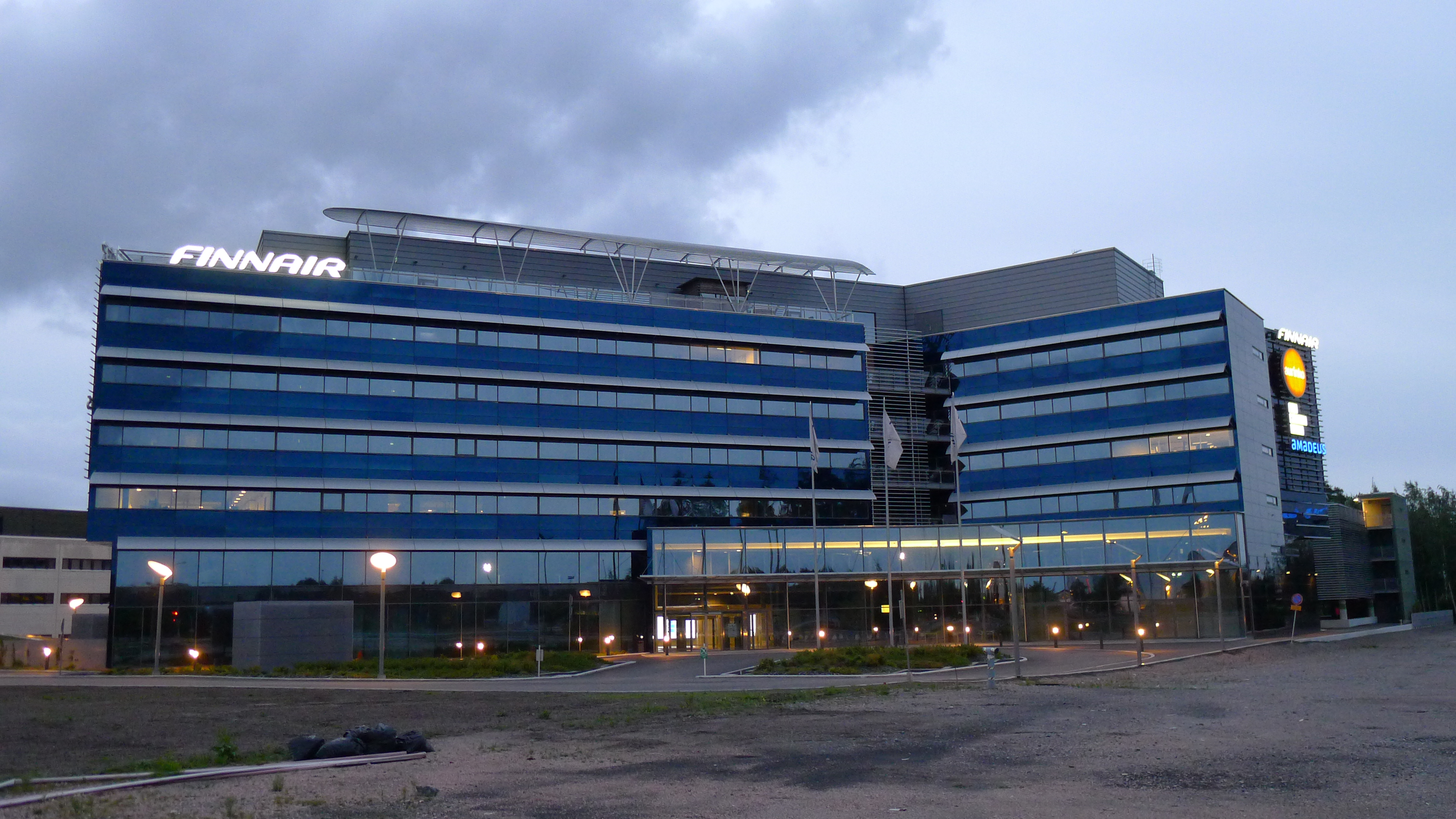
芬蘭航空總部, House of Travel and Transportation

芬蘭航空（在法律上以芬蘭語所稱的身份註冊），中文簡稱芬航，是芬蘭的國家航空公司。該公司的總部設在該國首都赫爾辛基，並以赫爾辛基-萬塔機場作為樞紐。它和其子公司－北歐區域航空支配著芬蘭國內和國際航空運輸市場，航線網絡覆蓋一百多個歐洲、二十個亞洲和七個北美城市，芬航也是寰宇一家的成員之一。芬蘭航空的主要股東為芬蘭政府，佔有55.8%股份。截至2017年，芬蘭航空共有員工5,918人。
芬蘭航空也是全球歷史第六悠久並一直在營運的航空公司。自1963年以來從未發生過人員死亡或航機失蹤事件，因此一直以來被評為最安全的航空公司之一。

## 歷史

### 初期（1920-1930年代）

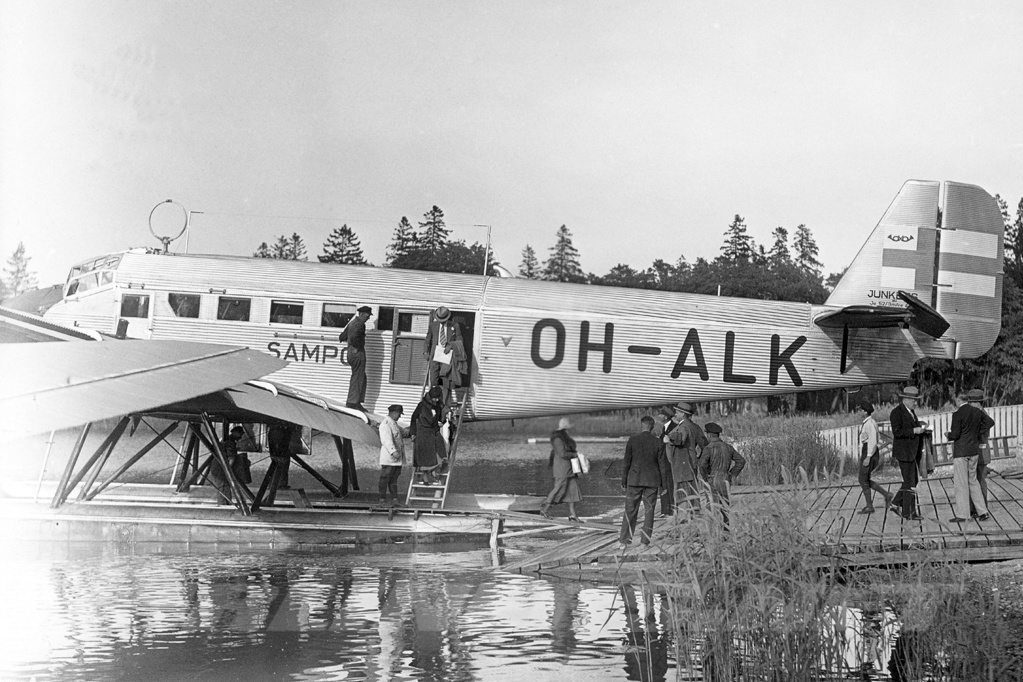
芬蘭航空前身Aero O/Y的容克Ju-52(1930年代)

芬蘭航空於1923年由赫爾辛基商人布鲁诺·卢坎德尔所創立，當時稱“Aero Osakeyhtiö”，而現時芬蘭航空的代碼AY即是芬蘭語“Aero Yhtiö”（航空公司）的簡寫。同年年中，他結束了與Junkers Flugzeugwerke AG的協議，以提供飛機及技術支援，換取航空公司50%的擁有權。9月12日，成立芬蘭航空的特許狀在赫爾辛基簽署妥當，並於同年12月11日成功通過商業登記。1924年3月20日，首個航班（由赫爾辛基往塔林，以Junkers F.13型水上飛機飛行）正式投入服務。最後一班以水上飛機飛行的航班在1936年12月停止服務，以配合芬蘭興建首個機場。

### 二次大戰（1941-45年）
第二次世界大戰期間，赫爾辛基和其他芬蘭城市遇襲，加上一半機隊被芬蘭空軍徵用，一度令芬蘭航空經營困難。

### 戰後（1946年-1950年代）
1946年，芬蘭政府獲得一筆資助予芬蘭航空，並於1947年11月1日重新恢復歐洲航線服務。1953年，芬蘭航空正式確立現時的名字Finnair。

### 1960年代

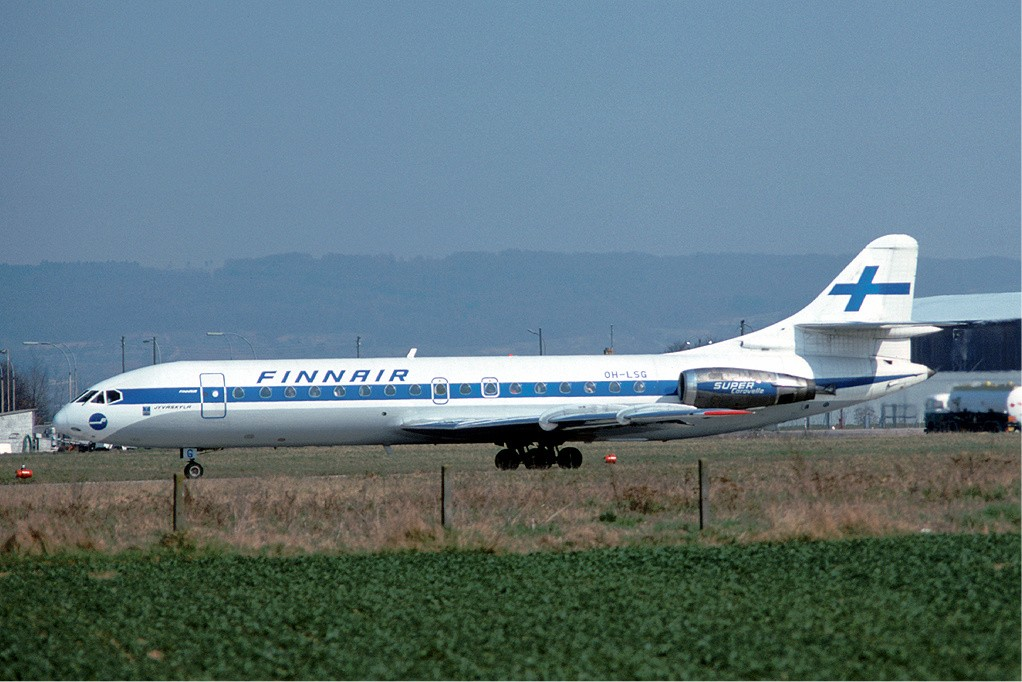
卡拉維爾10B3 Super B型客機（1976年攝於瑞士巴塞爾機場）

1961年，芬蘭航空引入Caravelle型噴射客機而正式進入噴射客機年代。1962年，芬蘭航空從私營航空公司Karhumäki brothers獲得27%的控制利息。1968年6月25日，Finnair Oy成為了公司的官方名稱。1969年，擁有首架由美國製造的飛機–道格拉斯DC-8；同年5月15日，首條跨大西洋航線投入服務（赫爾辛基←→紐約）。

### 1970-1980年代
1975年，芬蘭航空接收首架廣體客機麥道DC-10-30。1979年，芬蘭航空成立一間專門經營國內航線的附屬航空公司，並持有其60%擁有權。
1983年，芬蘭航空開辦首條從西歐直航日本的航線–赫爾辛基至日本東京，以DC-10-30客機飛行，並於1988年開辦首條從西歐直航中國的航線–赫爾辛基往返北京。

### 1990年代至今

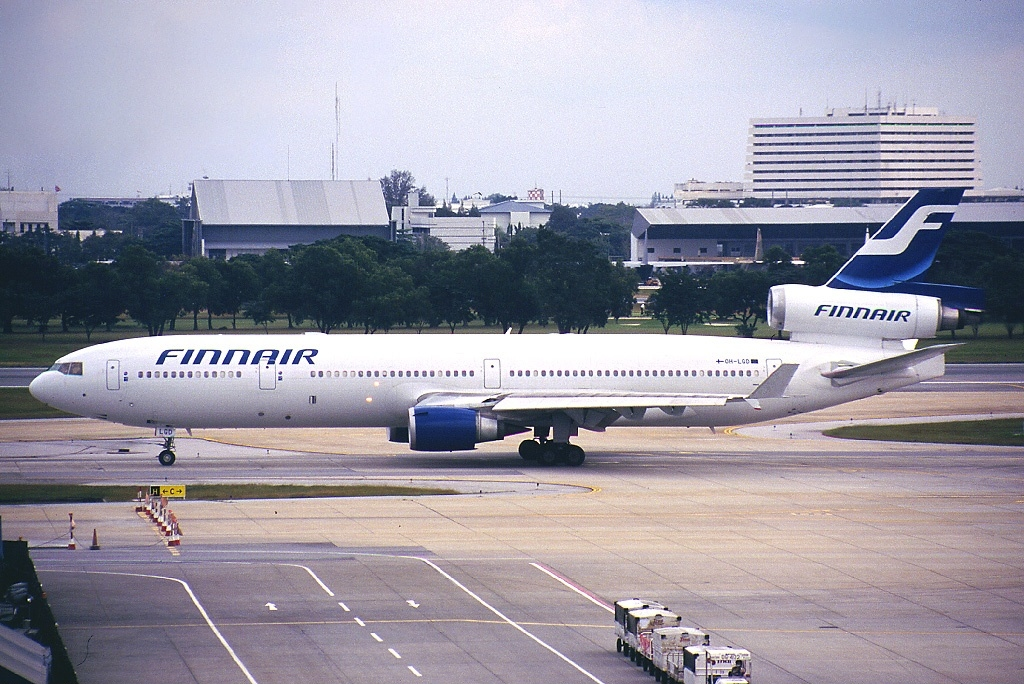
芬蘭航空的MD-11客機

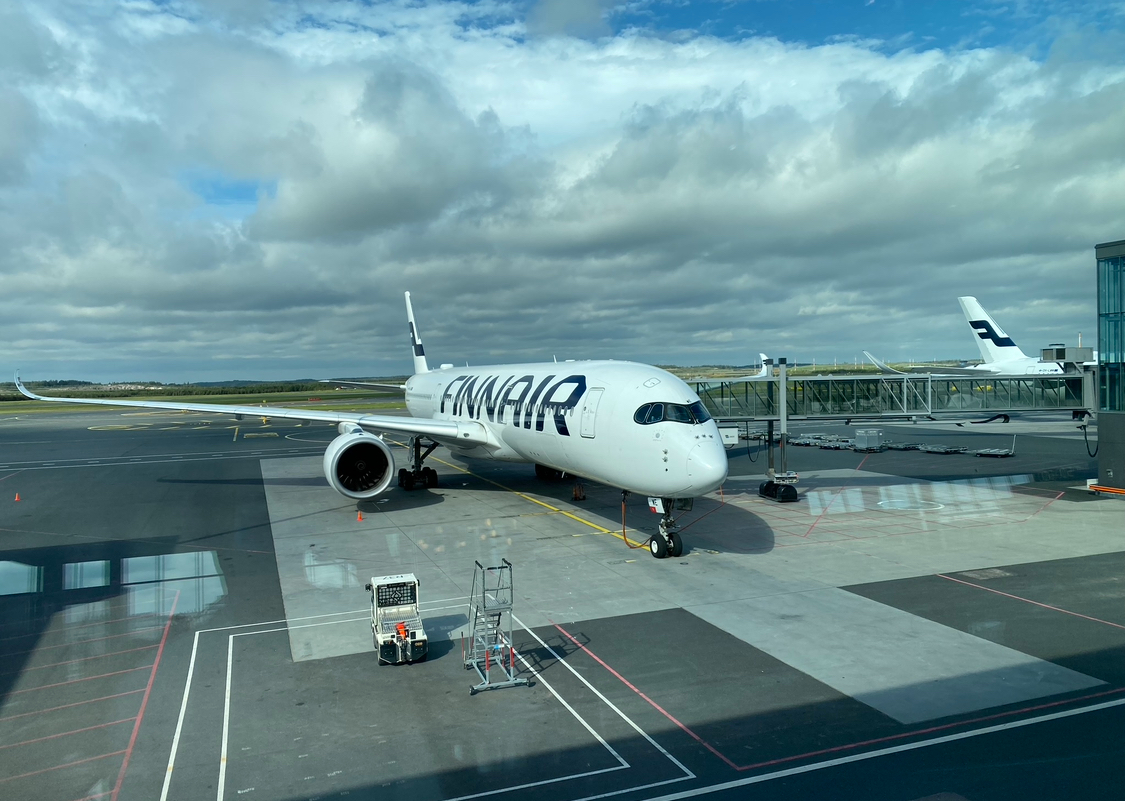
芬蘭航空的A350客機

1990年12月7日，芬蘭航空接收全球首架麥道MD-11客機（機身編號：OH-LGA），成為MD-11的啟始客戶，並於13天後（12月20日）投入服務，首航航線是從赫爾辛基往加那利亞群島的特內里費島。
Kar-Air與Finnaviation的所有航線在1997年併入芬蘭航空，並成為芬蘭航空的全資附屬公司。9月25日，Finnair Oyj（Finnair Plc）成為芬蘭航空的官方名稱。
1999年，芬蘭航空成為寰宇一家的成員。
2001年，芬蘭航空成立Aero Airlines，總部設於愛莎尼亞塔林市。
2003年，芬蘭航空擁有瑞典廉價航空公司FlyNordic。
2015年10月，芬蘭航空接收首架空中巴士A350-900XWB，成為全球第三間營運A350的航空公司。

## 航點

### 代碼共享
芬蘭航空與以下航空公司實行代碼共享：
寰宇一家成員
- 阿拉斯加航空
- 美國航空
- 英國航空
- 國泰航空
- 斐濟航空
- 西班牙國家航空
- 日本航空
- 馬來西亞航空
- 澳洲航空
- 卡塔爾航空
- 斯里蘭卡航空

其他航空公司
- 中國國際航空（星空聯盟）
- 法國航空（天合聯盟）
- 塞爾維亞航空
- 曼谷航空
- 中國南方航空
- 冰島航空
- 捷星航空
- 吉祥航空（星空聯盟）
- 南美航空集團
- 水平航空
- TAP葡萄牙航空（星空聯盟）
- 土耳其航空（星空聯盟）
- 越南航空（天合聯盟）
- 威德羅航空

## 機隊

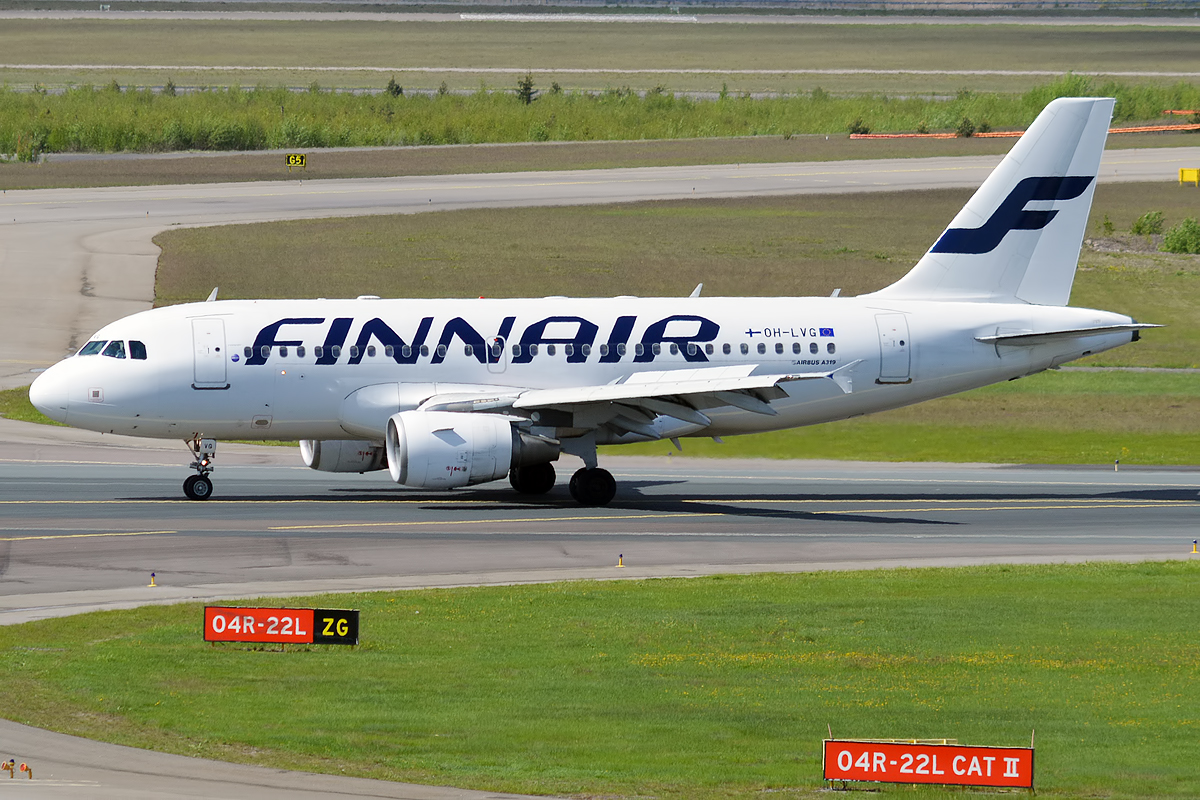
空中巴士A319-100
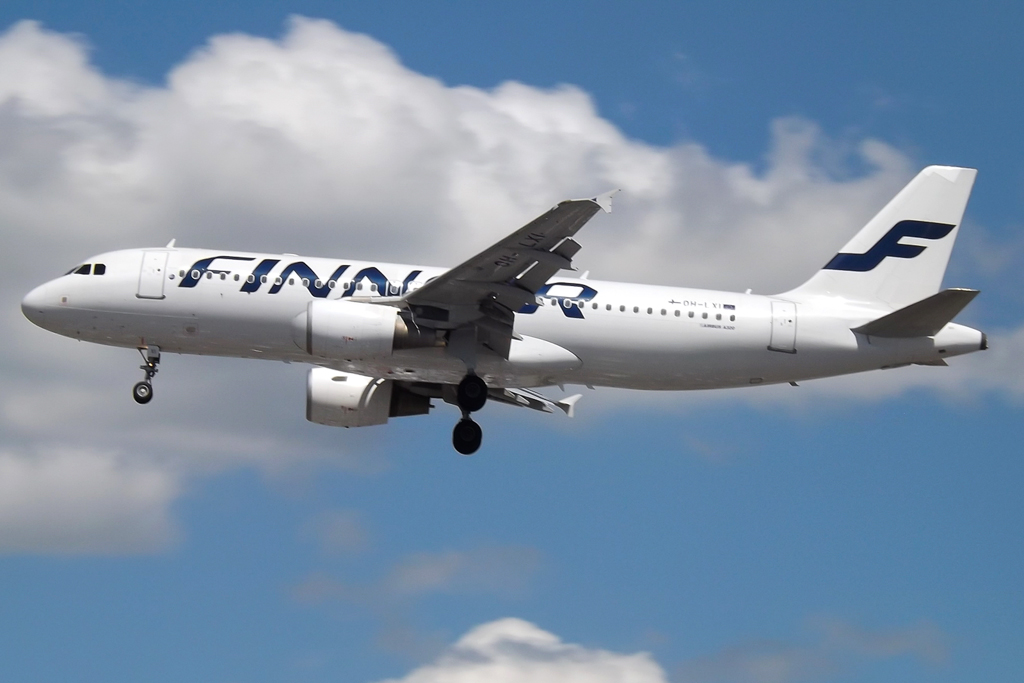
空中巴士A320-200
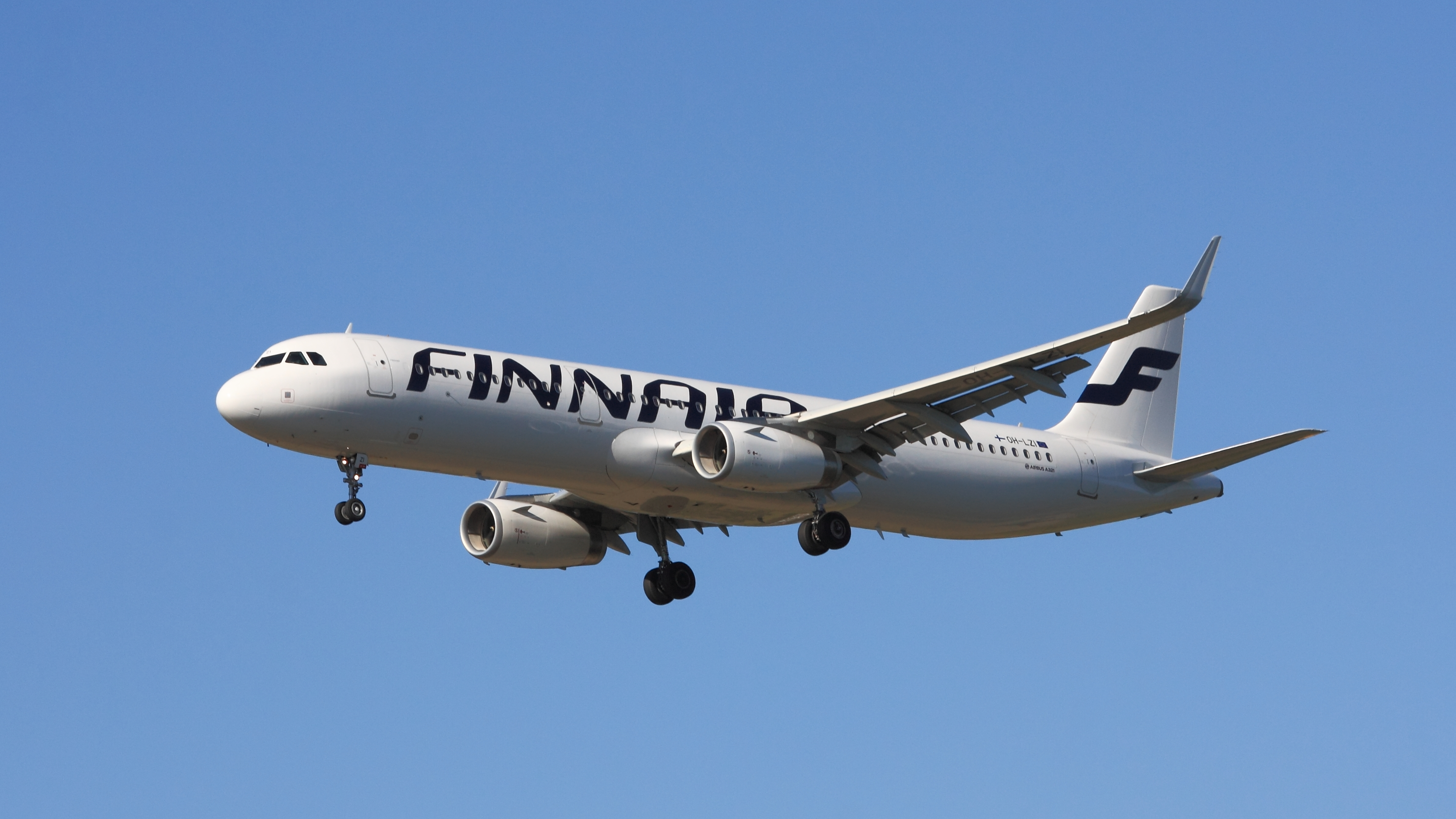
空中巴士A321-200
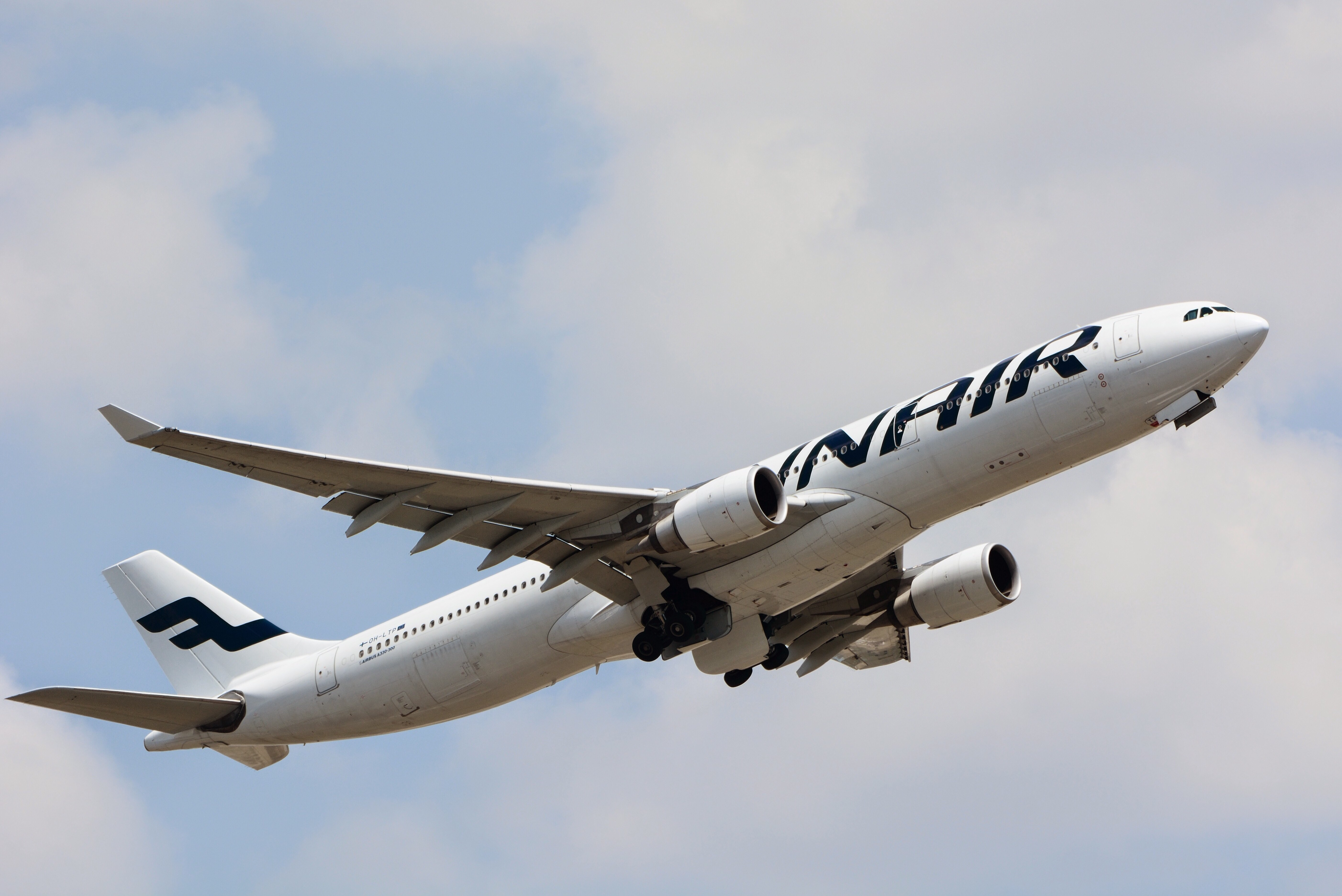
一架空中巴士A330-300從成田國際機場起飛
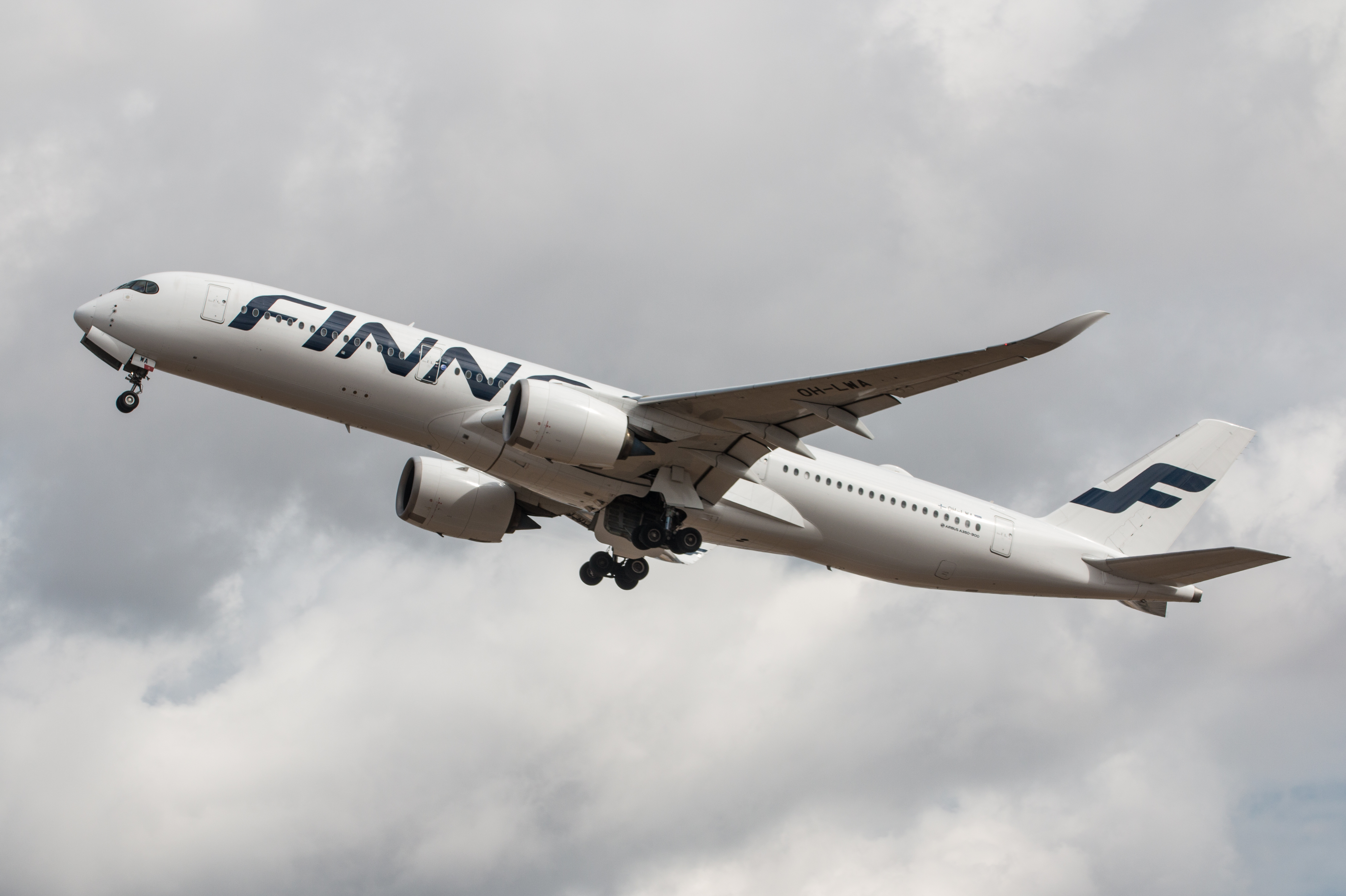
空中巴士A350-900
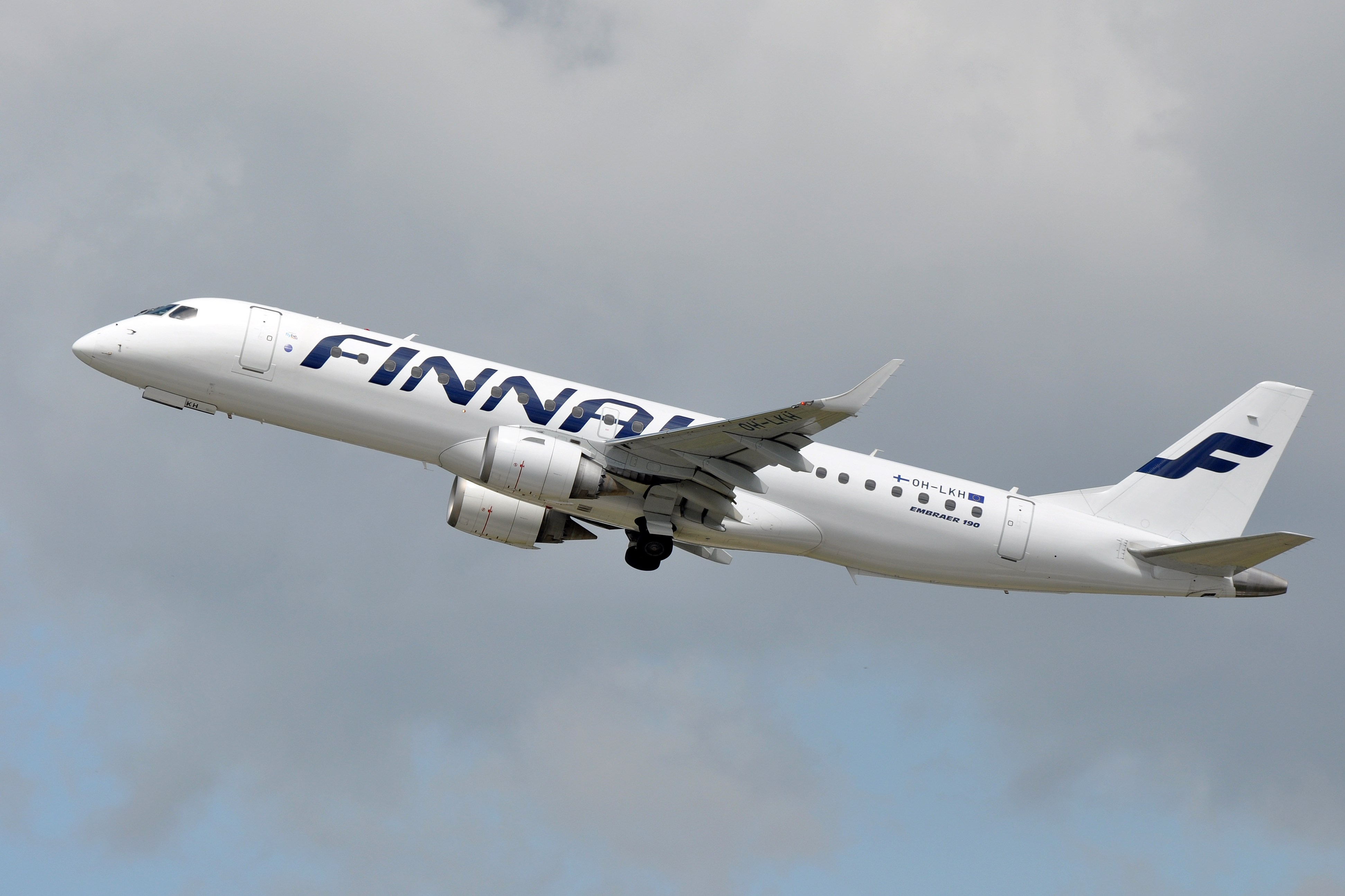
一架由北歐區域航空（英语：Nordic Regional Airlines）營運的巴西航空工業 E190
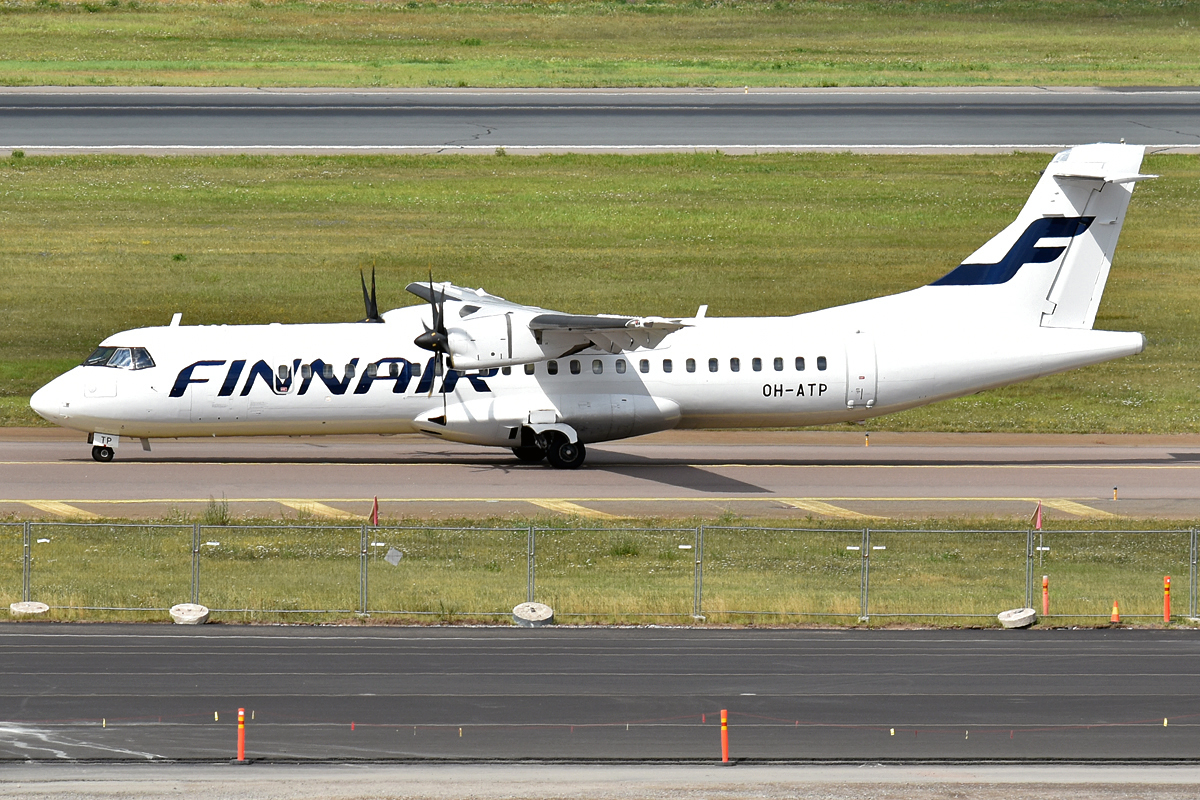
ATR 72-500

截至2022年8月，芬蘭航空營運以下飛機 

### 特殊塗裝

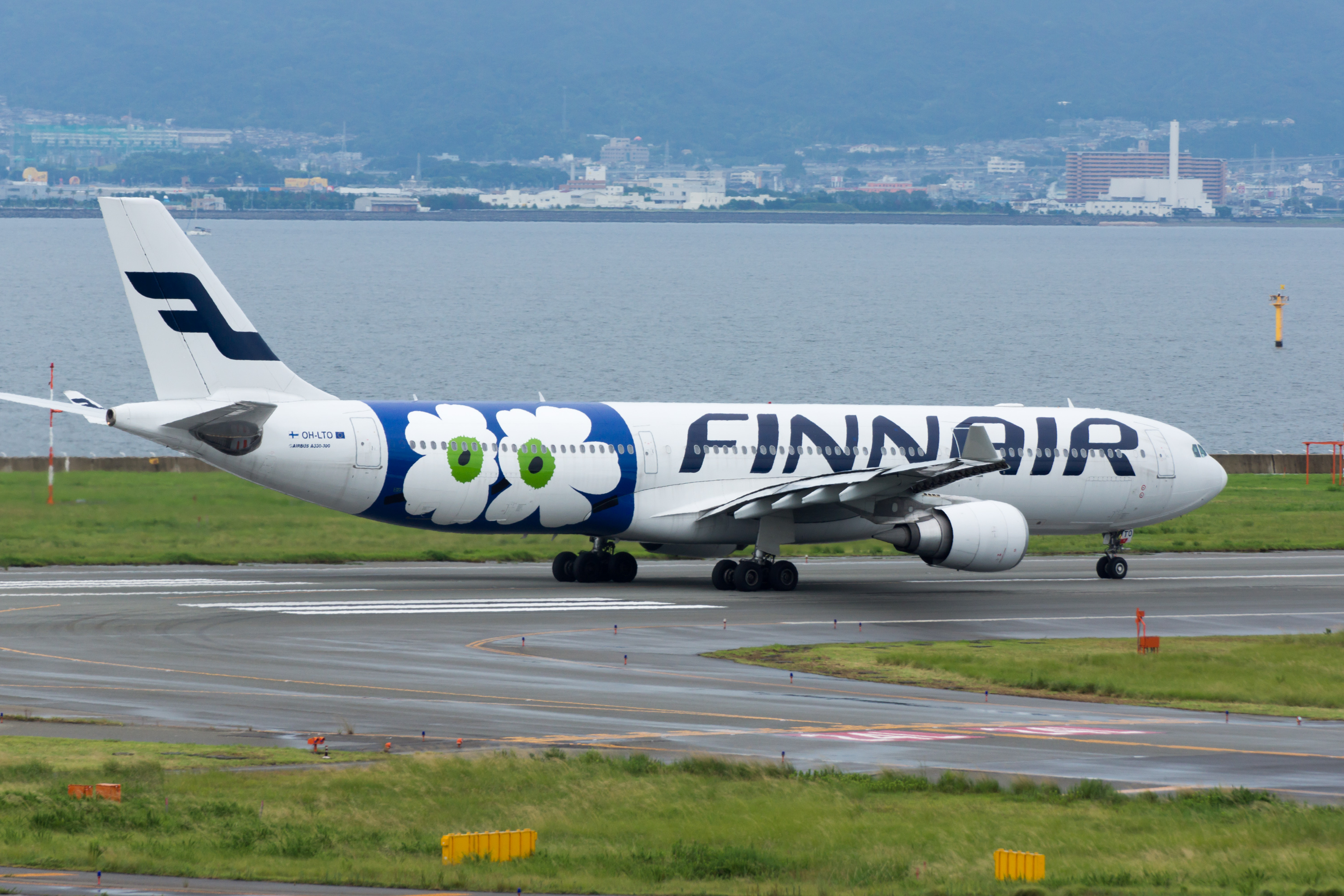
披上瑪莉美歌50週年「罌粟花」塗裝的空中巴士A330-300（OH-LTO）

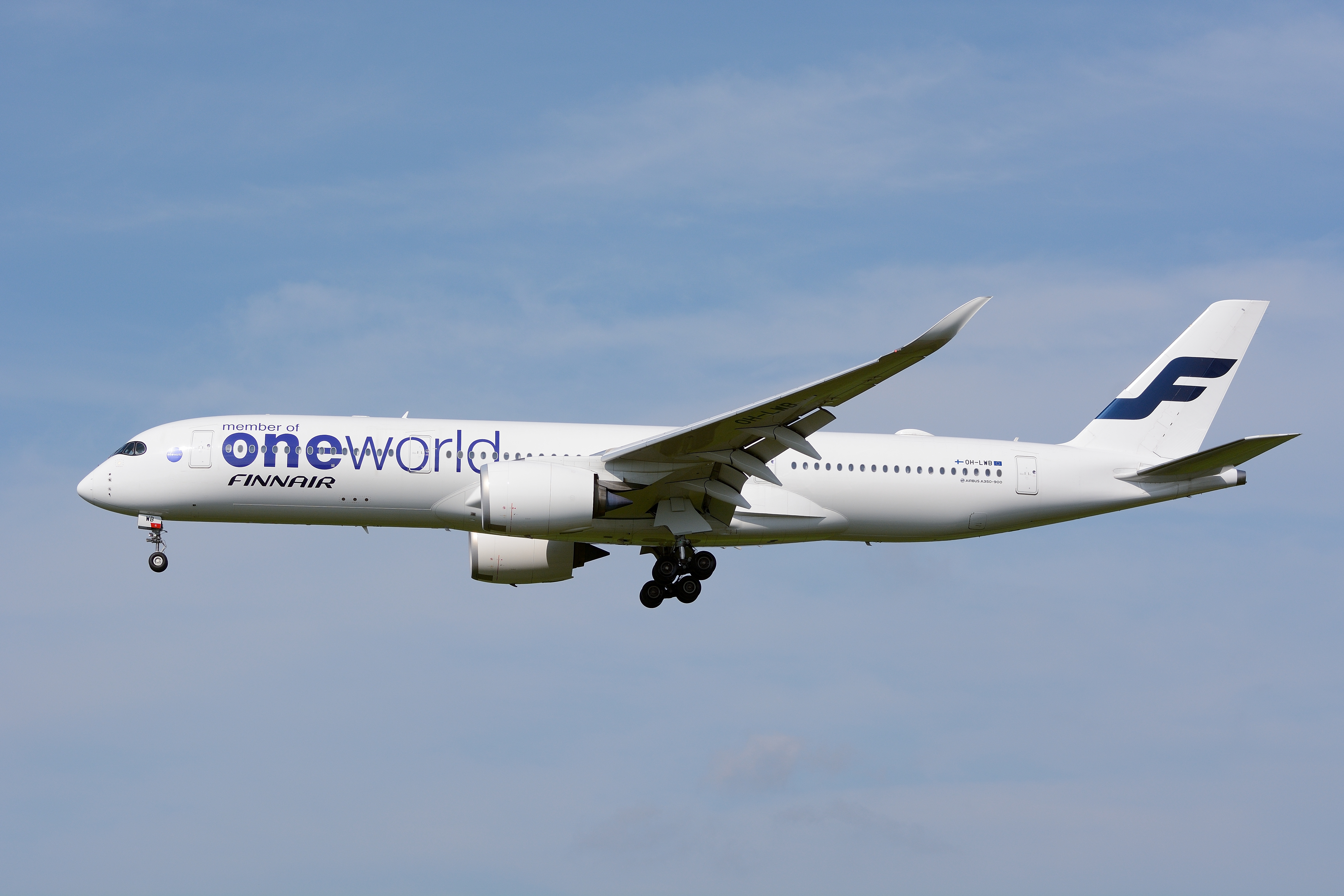
披上寰宇一家塗裝的空中巴士A350-900（OH-LWB）

部分芬蘭航空的飛機披上不同的特殊塗裝。目前共披上寰宇一家塗裝、瑪莉美歌50週年「罌粟花」塗裝、瑪莉美歌「石頭」塗裝及聖誕「馴鹿」塗裝。過往芬蘭航空曾披上瑪莉美歌「罌粟花」、「姆明」、「聖誕老人」、1950年代的復古塗裝及憤怒鳥等特殊塗裝。

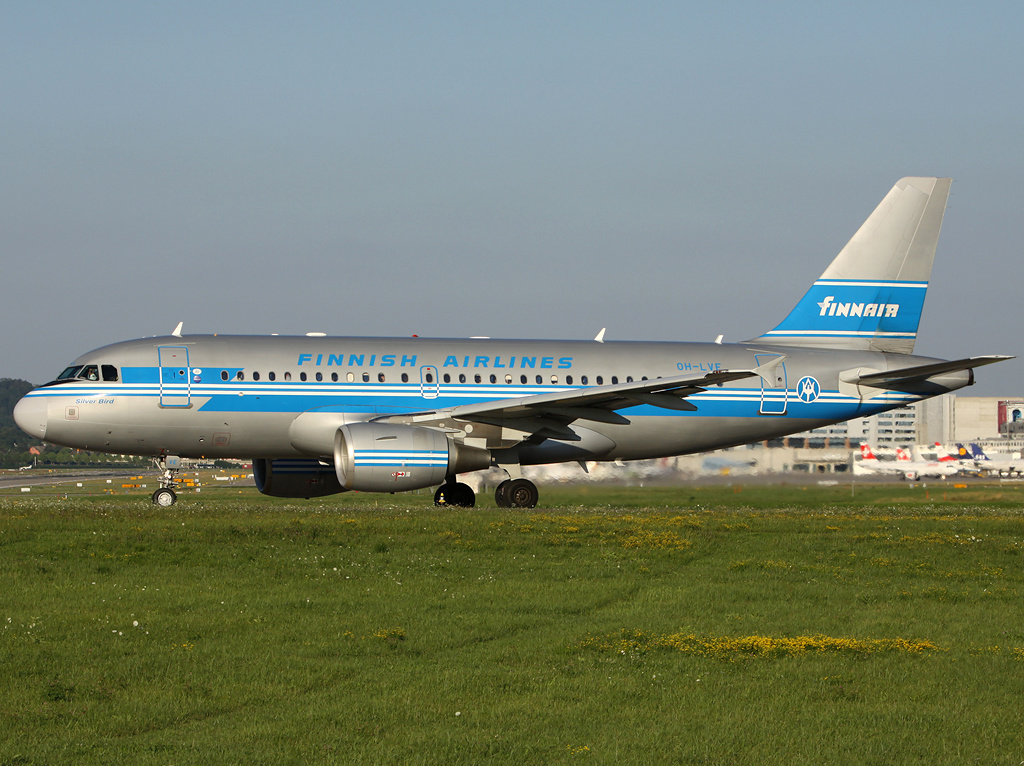
披上復古塗裝的A319
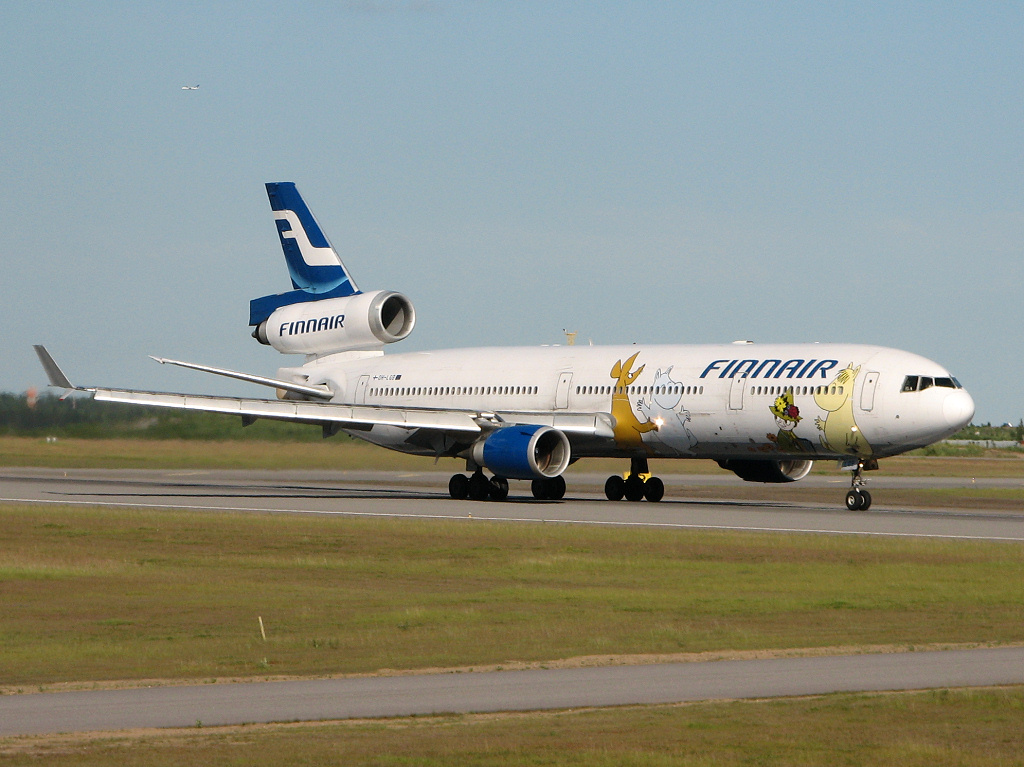
披上姆明塗裝的MD-11
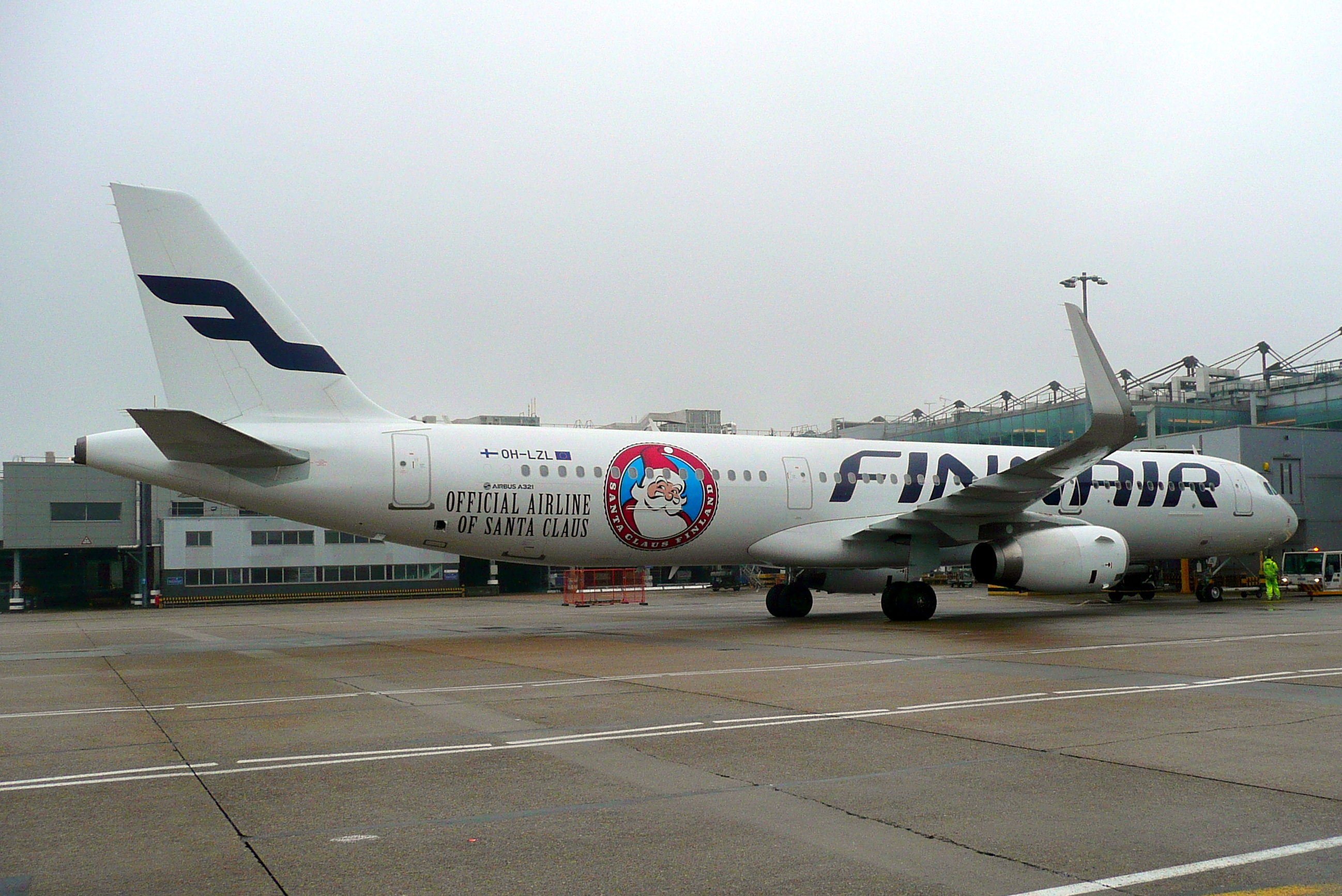
披上聖誕老人塗裝的A321

| 註冊編號 | 塗裝                         | 機型              | 來源   |
| -------- | ---------------------------- | ----------------- | ------ |
| OH-LVD   | 寰宇一家塗裝                 | 空中巴士A319-100  | [ 24 ] |
| OH-LTO   | 瑪莉美歌50週年「罌粟花」塗裝 | 空中巴士A330-300  | [ 25 ] |
| OH-LWB   | 寰宇一家塗裝                 | 空中巴士A350-900  | [ 26 ] |
| OH-LWL   | 瑪莉美歌「石頭」塗裝         | 空中巴士A350-900  | [ 27 ] |
| OH-LKN   | 寰宇一家塗裝                 | 巴西航空工業 E190 | [ 28 ] |

## 事故
- 1940年6月14日，容克Ju52-3/mge型飛機Kaleva（注意：不是Kalevala，注冊編號OH-ALL）從塔林飛往赫爾辛基途中，飛越芬蘭海灣時，被兩架蘇聯的轟炸機擊落。當時，芬蘭並沒有與任何國家交戰。
- 1961年1月3日，酒醉的機長駕駛道格拉斯DC-3型客機（OH-LCC，执行芬兰航空311号班机（英语：Aero Flight 311））在芬蘭克韦夫拉克斯市镇（瑞典語：Kvevlax，现为科什霍尔姆市镇的一部分）墜毀，機上25人全部罹難[29]，也是芬蘭歷史上最嚴重的事故。
- 1963年11月8日，另一架道格拉斯DC-3（OH-LCA）由於測高儀失靈，全機在奧蘭群島瑪麗港附近墜毀，當時的能見度很低，22名乘客和機組人員全數罹難[30]。

## 外部連結
- 芬蘭航空網站 （页面存档备份，存于）（文）（英文）